# Мульденталь (район)
Му́льденталь (нем. Muldentalkreis) — бывший район в Германии.
Центр района — город Гримма. Район входил в землю Саксония. Подчинён был административному округу Лейпциг. Занимал площадь 894,02 км². Население 129,7 тыс. чел. (2007). Плотность населения 145 человек/км².
Официальный код района 14 3 83.
В ходе саксонской коммунальной реформы с 1 августа 2008 года стал частью объединённого района Лейпциг в составе новообразованного дирекционного округа Лейпциг.
Район подразделялся на 21 общину.

## Города и общины
Города
1. Бад-Лаузик (8.829)
2. Брандис (9.701)
3. Вурцен (17.455)
4. Гримма (19.397)
5. Кольдиц (5.102)
6. Мучен (2.247)
7. Наунхоф (8.690)
8. Нерхау (4.051)
9. Требзен (Мульде) (4.243)

Общины
1. Бельгерсхайн (3.478)
2. Бенневиц (5.239)
3. Борсдорф (8.367)
4. Гросботен (3.553)
5. Махерн (6.742)
6. Оттервиш (1.526)
7. Партенштайн (3.753)
8. Талльвиц (3.821)
9. Тюмлицвальде (3.382)
10. Фалькенхайн (3.855)
11. Хобург (2.966)
12. Чадрас (3.342)

Объединения общин
Управление Бад-Лаузик
Управление Наунхоф
(30 июня 2007)